# Peter C. Beyeler

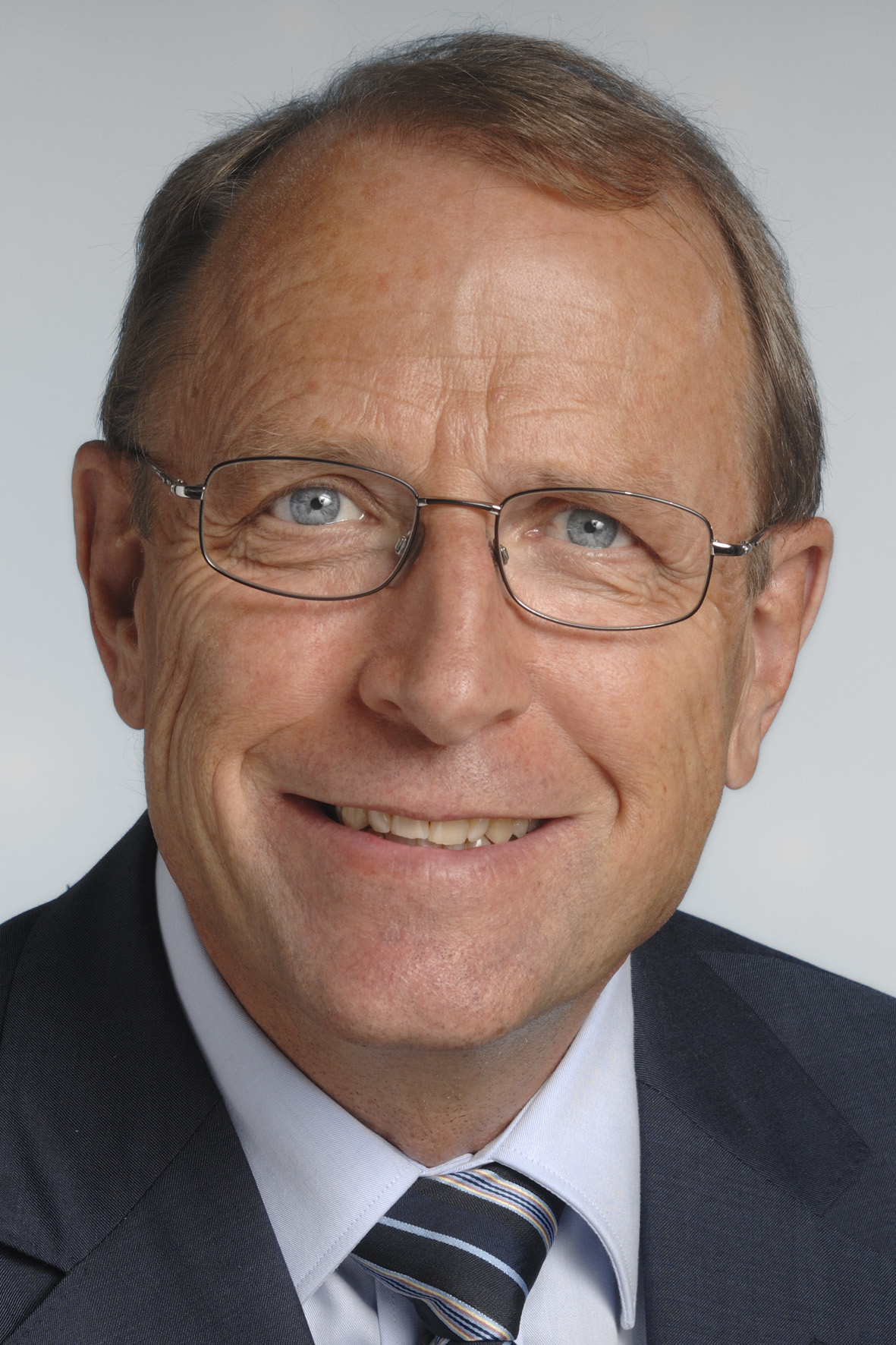
Peter C. Beyeler (2008)

Peter C. Beyeler (* 5. September 1945, Bürger von Zürich und Guggisberg) ist ein Schweizer Politiker (FDP).
Der diplomierte Bauingenieur Beyeler war von 1991 bis 2000 im Einwohnerrat der Stadt Baden, den er von 1998 bis 1999 präsidierte. Von 1997 bis 2000 war er zusätzlich im Grossrat des Kantons Aargau. Ab dem 1. Juli 2000 war er Regierungsrat und dort Vorsteher des Departements Bau, Verkehr und Umwelt, sowie 2003/04 und 2008/09 Landammann. Auf Ende März 2013 trat er zurück.
Peter C. Beyeler war Vizedirektor der Nordostschweizerischen Kraftwerke und war bis 2010 Präsident des Vereins Minergie. Er lebt in Baden-Rütihof, ist verheiratet und hat drei Kinder.